# Asplenium trichonanoides
Asplenium trichonanoides là một loài dương xỉ trong họ Aspleniaceae. Loài này được Lumn. mô tả khoa học đầu tiên năm 1791.
Danh pháp khoa học của loài này chưa được làm sáng tỏ. 